# Stazione di Umeyashiki

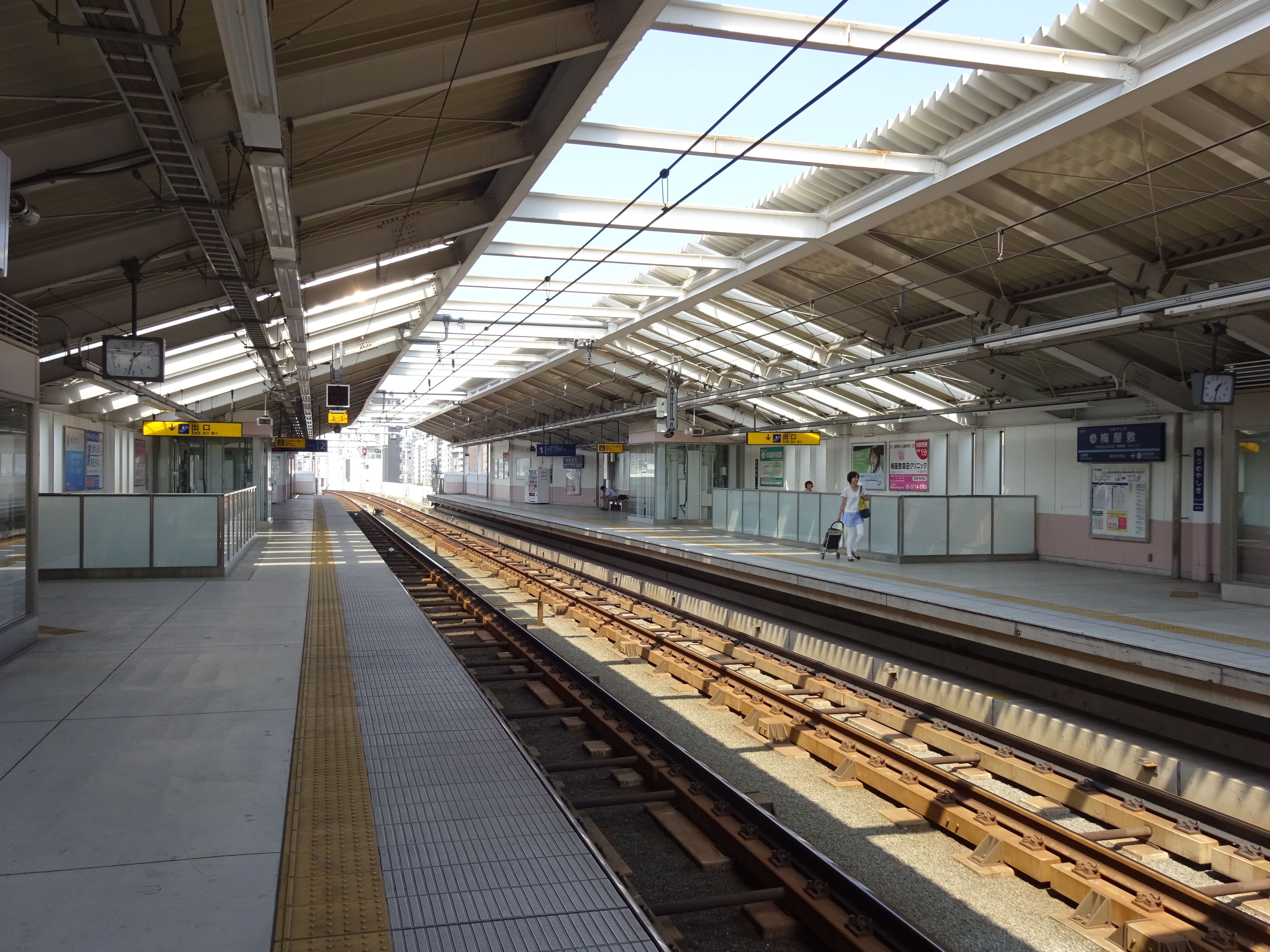
Vista delle banchine poco prima dell'inaugurazione della sezione su viadotto

La stazione di Umeyashiki (梅屋敷駅?, Umeyashiki-eki) è una stazione ferroviaria di Tokyo. Si trova nel distretto di Ōta, ed è servita dalla linea Keikyū principale delle Ferrovie Keikyū.

## Linee
Ferrovie Keikyū
● Linea Keikyū principale

## Struttura
La stazione è dotata di due marciapiedi laterali con due binari passanti su viadotto. Sono presenti ascensori e scale mobili, oltre a servizi igienici attrezzati per i disabili.
| 1 | ■ Linea Keikyū principale | per Keikyū Kamata, Yokohama, Aeroporto Haneda (Terminal internazionale, Terminal domestico), Misakiguchi e Uraga |
| 2 | ■ Linea Keikyū principale | per Shinagawa, Sengakuji e linea Asakusa                                                                         |

## Stazioni adiacenti
| «                                 | Servizio                | »                       |
| Linea Keikyū principale           | Linea Keikyū principale | Linea Keikyū principale |
| --------------------------------- | ----------------------- | ----------------------- |
| Ōmorimachi                        | Locale                  | Keikyū Kamata           |
| Tutti gli altri treni non fermano |                         |                         |